# Haim
Haim (стилизовано HAIM) америчка је рок музичка група. Основана 2007. године у Лос Анђелесу, чине је од три сестре — Есте, Данијела и Алана Хаим — пореклом из Бугарске. Име групе у преводу с хебрејског језика значи „живот”.

## Дискографија
- (2013)
- (2017)
- (2020)